# Hyla chinensis
Hyla chinensis – gatunek wschodnioazjatyckiego płaza bezogonowego z rodziny rzekotkowatych (Hylidae).

## Występowanie
Jego zasięg występowania jest dość obszerny. Państwa, w których można spotkać tego płaza, to Tajwan oraz Chiny (występuje na wschodzie kraju). W XXI w. odnotowano też dwa izolowane stwierdzenia w północnym Wietnamie – w prowincjach Vĩnh Phúc i Hajfong.
Siedliska, na których bytuje, to lasy, pola, stawy i okoliczne tereny.

## Rozmnażanie
Zwierzę rozmnaża się w stawach.

## Status
Hyla chinensis jest pospolita, IUCN określa ją jako gatunek najmniejszej troski. Jej liczebność wykazuje trend spadkowy.
Głównym zagrożeniem dla tego zwierzęcia jest degradacja środowiska naturalnego, w którym żyje, spowodowana działalnością człowieka. Zagrożenie dla gatunku stanowi też stosowanie pestycydów.